# Język ambelau
Język ambelau (a. amblau, ambalau) – język austronezyjski używany w prowincji Moluki w Indonezji, na wyspie Ambelau. Według danych z 1989 roku posługuje się nim 5700 osób.
Jest to język ojczysty ludu Ambelau. Jego użytkownicy zamieszkują wsie: Elara, Salasi, Siwar, Kampung Baru, Ulima, Masawoy, Lumoy. Oprócz tego ludność Ambelau jest obecna we wsi Wae Tawa na wyspie Buru. W użyciu jest także malajski amboński.
Nie jest wzajemnie zrozumiały z językiem buru. Lokalna tradycja wiąże lud Ambelau z wyspą Nusa Laut. Nie został dobrze opisany przez lingwistów, ale zebrano pewne dane leksykalne.